# Wippone
Wippone di Borgogna, detto anche Wipone, Wippo o Wigberto (995? – 1048?), è stato uno scrittore franco di epoca altomedioevale, che scrisse in lingua latina.

## Biografia
Divenne cappellano dell'imperatore Corrado II il Salico, di cui scrisse la biografia che intitolò Gesta Chonradi II imperatoris. Egli presentò l'opera nel 1046 al figlio di Corrado, Enrico III, dopo poco tempo dall'incoronazione del giovane imperatore, con l'intento di rendere esemplificativo per lui il buon governo del defunto padre.

## Opere
Nelle Gesta Chonradi II imperatoris, Wippone fornisce una figura chiara del soggetto, dai colori freschi ed animati, preferendo ad ogni modo sorvolare alcune problematiche del tempo, soprattutto nei contrasti tra principi regnanti e chiesa. Il suo stile è semplice e fluente e il linguaggio è ben scelto.
Tra gli altri sui scritti si ricordano i Proverbia (1027 o 1028), ed il Tetralogus Heinrici in esametri rimati, presentato all'Imperatore Enrico nel 1041 come un'elegia del sovrano assieme ad una serie di esortazioni al buon governo con le leggi e con l'esplicazione dei principali fondamenti di un trono. 
Egli scrisse anche un toccante discorso in occasione della morte di Corrado, in latino, da cui, secondo alcuni studi, sarebbe stato tratto il canto pasquale Victimae paschali laudes.